# (15119) 2000 DU97
A (15119) 2000 DU97 a Naprendszer kisbolygóövében található aszteroida. A LINEAR projekt keretében fedezték fel 2000. február 29-én.